# Tati Gabrielle
Tatiana Gabrielle Hobson (sinh ngày 25/1/1996) là nữ diễn viên người Mỹ. Cô được biết đến với các vai Gaia trong loạt phim truyền hình khoa học viễn tưởng The 100 (đài CW), Prudence trong Chilling Adventures of Sabrina, Marienne Bellamy trong You (đều của Netflix) và lồng tiếng cho vai Willow Park trong sê-ri phim hoạt hình Disney mang tên Nhà Cú.

## Thời thơ ấu
Gabrielle sinh ngày 25 tháng 1 năm 1996 tại San Francisco, California. Cha là người Mỹ gốc Phi, còn mẹ là người Hàn Quốc. Mẹ cô sinh ra ở Hàn Quốc và được một gia đình người Mỹ gốc Phi nhận nuôi.

## Sự nghiệp
Khi bắt đầu sự nghiệp với tên gốc Tatiana Hobson, cô từng đóng vai Keating trong phim điện ảnh To Stay the Sword năm 2014.
Năm 2015, Gabrielle chuyển tới sống tại thành phố Los Angeles và tham gia trong phim Tatterdemalion cùng năm đó. Năm 2016, cô tham gia phim Just Jenna với vai Monique.
Vào năm 2016, vai diễn đầu tên với nghệ danh Tati Gabrielle của cô là vai Wackie Jackie trong tập phim "Tightrope of Doom", sê-ri phim hài K.C. Undercover. Cùng năm, cô xuất hiện trong phim The Thundermans, tập "Stealing Home" với vai Hacksaw.

## Danh sách phim
| Năm     | Tên               | Vai            | Ct                                    |
| ------- | ----------------- | -------------- | ------------------------------------- |
| 2014    | To Stay the Sword | Keating        | Phim ngắn, ghi danh là Tatiana Hobson |
| 2015    | Tatterdemalion    |                | Phim ngắn, ghi danh là Tatiana Hobson |
| 2016    | Just Jenna        | Monique        | Ghi danh là Tatiana Hobson            |
| 2016    | K.C. Undercover   | Wackie Jackie  | Tập: "Tightrope of Doom"              |
| 2016    | The Thundermans   | Hacksaw        | Tập: "Stealing Home"                  |
| 2017–20 | The 100           | Gaia           | Vai phụ, 23 tập (mùa 4-7)             |
| 2017    | Dimension 404     | Chị của Amanda | Tập: "Bob"                            |
| 2017    | The Emoji Movie   | Addie          | Lồng tiếng                            |
| 2017    | Freakish          | Birdie         | 4 tập                                 |
| 2017    | Tarantula         |                | Lồng tiếng, 4 tập                     |